# Microstylum hobbyi
Microstylum hobbyi là một loài ruồi trong họ Asilidae. Microstylum hobbyi được Bromley miêu tả năm 1947. Loài này phân bố ở vùng nhiệt đới châu Phi.